# Дандарії
Дандарії — іраномовна назва групи місцевих племен, які мешкали в І тисячолітті до н. е. на правобережжі Кубані та південно-східному березі Азовського моря.
Їх вперше згадує Гекатей Мілетський, пізніше — Страбон, Плутарх та інші античні автори. Відомі також із грецьких надписів.
Їхнім центром було місто Соса. На чолі з вождем Олфаком підтримували Мітрідата в його боротьбі з Римом у 74-63 рр. до н. е.
Подальша доля дандаріїв не відома. Їх, певно, асимілювали сармати.